# Bereznikí
|  | Aquest article tracta sobre la ciutat russa del krai de Perm. Vegeu-ne altres significats a «Bereznikí (desambiguació)». |

Bereznikí (en rus: Березники) és una ciutat de Rússia, del krai de Perm, a la vora del riu Kama i prop dels Urals. És la segona ciutat més gran de Perm. El nom de Bereznikí deriva d'un bosc de bedolls que hi havia on ara es troba la ciutat.

## Història
Va ser fundada el 1873. Se li va concedir l'estatus de ciutat el 1932, ja que la seva indústria s'estava expandint ràpidament sota el govern de Ióssif Stalin. Després de la desintegració de l'URSS el 1991, la població de la ciutat va disminuir de 220.000 persones a 190.000 a causa de l'atur. Tot i això la ciutat fou capaç de mantenir operatives les principals indústries -plantes químiques, fàbriques de titani i sodi així com diverses grans mines de potassi, magnesi i potassa.

## Demografia
| 1939   | 1959    | 1970    | 1979    | 1989    | 2002    | 2008    | 2011    |
| ------ | ------- | ------- | ------- | ------- | ------- | ------- | ------- |
| 50.600 | 106.000 | 146.000 | 185.400 | 201.200 | 173.077 | 165.950 | 156.350 |